# Ursula Pizarro
Ursula Pizarro (Lima, 13 de noviembre de 1990) es una directora y productora de cine peruana.
Su trabajo explora la infancia y las experiencias de mujeres en su diversidad, en entornos sociales y políticos complejos, a través de la ficción y el documental. 

## Biografía
Estudió Dirección de Cine en la Escuela Internacional de Cine y Televisión (EICTV) de San Antonio de los Baños, en Cuba, una de las instituciones cinematográficas más reconocidas de América Latina. Desde entonces, ha desarrollado su carrera en cine, televisión y teatro, participando en producciones tanto en Perú como en otros países de Europa y la región.
En 2016, se desempeñó como directora de los programas infantiles Los Cazaventuras, Chicos IPe y Viajes de Papel, producidos por Canal IPe, el primer canal de televisión pública del Perú dirigido exclusivamente a niños, niñas y adolescentes. El programa Viajes de Papel fue reconocido en 2019 con el Premio TAL al Mejor Programa Educativo de América Latina, otorgado a su equipo de realización.
Además, en 2017, dirigió y produjo la galardonada serie web Dos es Mucho.
En el ámbito teatral, ha trabajado como productora y fotógrafa en montajes dirigidos por destacados directores como Roberto Ángeles Tafur, Alberto Ísola, Mariana de Althaus, entre otros.
En cine, ha realizado proyectos en colaboración con Estados Unidos, España, Francia y Finlandia.

## Filmografía
- Muñecas de Arcilla (2026) – Productora. Dir. Marianne Majluf (España, cortometraje).
- Why Are You Still Here? (2026) – Productora. Dir. Leonardo Cross (Francia, cortometraje).
- Ausencia (2015) – Productora. Dir. Paulo Yataco (Perú, cortometraje).[16]

## Producción teatral
- El tiempo se detiene, de Donald Margulies – Dir. Roberto Ángeles Tafur, Teatro de Lucía (2014).[17]
- Lo que el mayordomo vio, de Joe Orton – Dir. Alberto Ísola, Teatro de Lucía (2014).[18]
- Memorias: orquesta de soundpainting – Dir. Dusan Fung, Teatro Ricardo Blume (2015).[19]

## Premios
- Dos es Mucho – Mejor dirección,[20] guion y serie web en Lima Web Fest (2017).
- Canal IPe – Mejor programa educativo de América Latina en Premios TAL (2019).